# 克里沃多爾
克里沃多爾是保加利亞的城鎮，位於該國西北部，距離首府弗拉察20公里，由弗拉察州負責管轄，面積36.62平方公里，海拔高度208米，受大陸性氣候影響，2010年人口3,421，居民主要信奉東正教。

## 外部連結
- Krivodol municipality website （页面存档备份，存于） （保加利亚文）

43°22′N 23°29′E / 43.367°N 23.483°E